# Mikroregion Dobrohost
Mikroregion Dobrohost je sdružení v okresu Domažlice, jeho sídlem jsou Poběžovice a jeho cílem je budování cyklistických stezek, zlepšení podmínek turistického ruchu, oprava komunikací, cestovní ruch, spolupráce s MAS na německé straně hranice (začlenění mikroregionu do MAS Brückenland Bayern-Böhmen / Südlicher Oberpfälzer Wald – Český les). Sdružuje celkem 7 obcí a byl založen v roce 2005.

## Obce sdružené v mikroregionu
- Hora Svatého Václava
- Mnichov
- Rybník
- Drahotín
- Poběžovice
- Hvožďany
- Mutěnín